# Heliconia samperiana
Heliconia samperiana är en enhjärtbladig växtart som beskrevs av Walter John Emil Kress och Julio Betancur. Heliconia samperiana ingår i släktet Heliconia och familjen Heliconiaceae. Inga underarter finns listade.